# Chester Crocker
Chester Arthur Crocker (29 octobre 1941  à New York) est un professeur d’études stratégiques à l’université de Georgetown, ancien secrétaire d'État assistant des États-Unis aux Affaires africaines de 1981 à 1989 sous le mandat de Ronald Reagan. 
Au sein du gouvernement américain, il a été le promoteur de la politique de constructive engagement avec l'Afrique du Sud de l'Apartheid. Il s'est fait aussi le défenseur de la « théorie du Linkage », conditionnant le retrait sud-africain et d'indépendance de la Namibie au retrait simultané des troupes cubaines d'Angola. Au cours des années 1980, il a participé aux négociations de plusieurs accords de paix conclus en Afrique australe.

## Biographie
Crocker est né à New York en 1941. En 1963, il a obtenu le diplôme de l'université d'État de l'Ohio en histoire avec mention. En 1965, il a obtenu son master à l'université Johns-Hopkins puis fait sa thèse à la Paul H. Nitze School of Advanced International Studies. Entre 1969 et 1970, il a été maître de conférence (lecturer) pour le cours sur la politique et le gouvernement en Afrique à l'American University de Washington. En 1970, il a été recruté par Alexander Haig pour travailler pour le Conseil de sécurité nationale mais dès 1972, il a repris sa carrière universitaire comme directeur de programme du Master of Science in Foreign Service de l'université de Georgetown où il a enseigné les relations internationales et les questions de politique africaine. Au cours des neuf années suivantes, il a été maître assistant puis professeur associé à l'université de Georgetown.

## Leconstructive engagement
En tant que président du « groupe de travail Afrique » pour la campagne pour la présidence des États-Unis de Ronald Reagan, Crocker a défendu, dès 1980, l'idée d'une nécessaire rupture avec l'approche conflictuelle adoptée par le gouvernement de Jimmy Carter vis-à-vis de l'Afrique du Sud de l'Apartheid. Après l'élection de Reagan à la présidence, Crocker écrivit  dans le magazine Foreign Affairs un article dans lequel il critiquait le soutien apporté par le gouvernement Carter à l'embargo sur les armes à destination de l'Afrique du Sud imposé par le Conseil de sécurité des Nations unies et à la demande de retrait immédiat de l'Afrique du Sud du territoire namibien. Il y plaidait également pour un « dialogue constructif » (ou constructive engagement) avec Pretoria.  
Le 7 février 1981, Crocker proposa officiellement que les États-Unis lient l'indépendance de la Namibie au retrait des forces cubaines de l'Angola venues aider le gouvernement du MPLA d'Eduardo dos Santos à contenir les forces de l'UNITA de Jonas Savimbi soutenues par l'Afrique du Sud. En avril 1981, il se rendit en mission pour deux semaines dans onze pays africains afin de présenter cette nouvelle politique. Crocker fut reçu avec méfiance par les dirigeants africains inquiets de voir le gouvernement américain manifester une trop grande envers complaisance envers la minorité blanche au pouvoir en Afrique du Sud. Le  Premier ministre sud-africain P.W.Botha refusa, quant à lui, de le rencontrer. Malgré cela, Crocker continua à proposer sa solution globale, seule à même, selon lui, de surmonter les résistances exprimées par les deux camps. Le 15 février 1983, il déclara ainsi devant le sous-comité des affaires étrangères de la Chambre des représentants : « La sécurité, dont fait partie intégralement la question des troupes cubaines, a toujours été un préalable pour la conclusion d'un accord sur l'indépendance de la Namibie. En tant que problème diplomatique concret, il ne sera pas possible d'obtenir un accord sur l'indépendance de la Namibie sans garanties suffisantes pour la sécurité régionale. »
Le journaliste et écrivain Christopher Hitchens a accusé le constructive engagement et l'attitude conciliante de Chester Crocker envers l'Afrique du Sud de l'Apartheid d'avoir retardé de dix ans la mise en œuvre de la résolution 435 du Conseil de sécurité des Nations unies et l'indépendance de la Namibie.

## L'indépendance de la Namibie
Avec la fin de la guerre froide, Crocker intensifia ses efforts pour obtenir la mise en œuvre du Linkage et l'indépendance de la Namibie. En mai 1988, il dirigea une équipe de médiateurs qui réunit à Londres des diplomates angolais, cubains et sud-africains en présence d'observateurs de l'URSS. Il s'agissait d'obtenir un accord sur les modalités d'application de la résolution 435 du Conseil de Sécurité et celle de l'indépendance de la Namibie.

Lors du sommet Reagan/Gorbatchev à Moscou (les 29 mai-1er juin 1988), les deux superpuissances se mirent d'accord sur un retrait des troupes cubaines d'Angola et l'arrêt de l'aide soviétique à l'Angola dès que l'Afrique du Sud se serait retirée de la Namibie. 

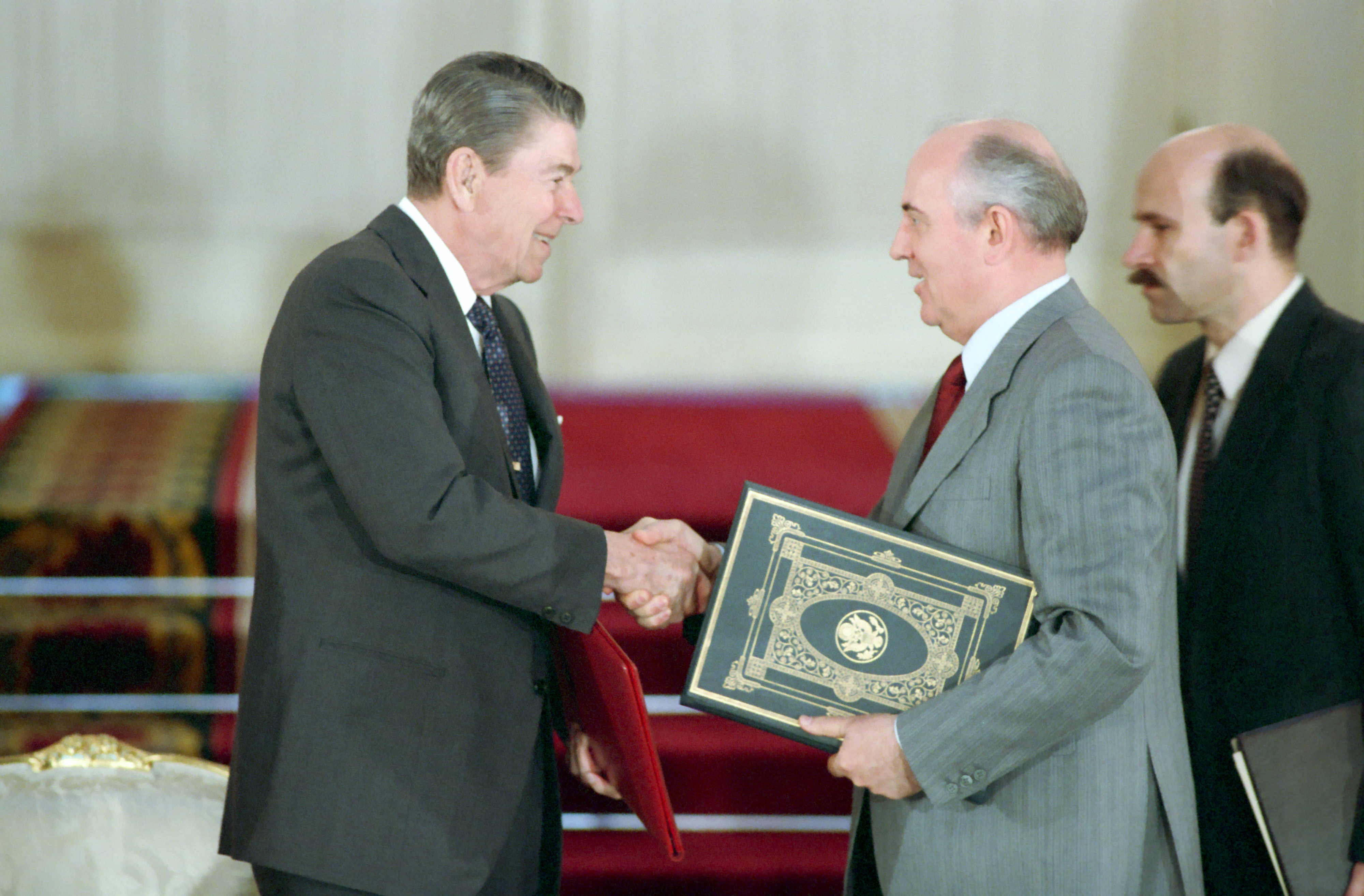
Ronald Reagan et Mikhaïl Gorbatchev lors du sommet de Moscou, 1er juin 1988

L'Accord tripartite (en) qui formalisa ces décisions fut signé au siège des Nations unies à New York, le 22 décembre 1988, en présence de Chester Crocker. En mai 1989, Crocker quitta ses fonctions au sein du gouvernement et repris sa carrière universitaire à la Edmund A. Walsh School of Foreign Service de l'université de Georgetown. La Namibie accéda à l'indépendance le 21 mars 1990.

## Distinctions et présence au sein d'organisations
Il a été décoré par le président Ronald Reagan de la President's Citizens Medal, la deuxième distinction la plus haute pour les civils aux États-Unis. 
De 1992 à 2004, il a présidé le conseil de direction de l'Institut des États-Unis pour la paix, un organisme non partisan financé par le Congrès américain pour renforcer la connaissance et améliorer les pratiques de gestion des conflits internationaux. Il est par la suite devenu le directeur de l'institut. 
Il a également été membre du conseil d'administration de 1) Universal Corporation, Inc. une entreprise leader dans le domaine du tabac et des produits agricoles 2) Good Governance Group Ltd, une entreprise de conseil en intelligence, 3) Bell Pottinger Communications USA, une entreprise de communication et de relations publiques. 
Le 18 septembre 2008, Crocker a été nommé à l'Independent Advisory Board (IAB) de la Banque mondiale chargé de proposer des conseils en matière de lutte anti-corruption.
Il est également membre du comité consultatif international de la revue International Affairs et du comité éditorial de Foreign Policy. Crocker travaille également comme consultant pour plusieurs entreprises aux États-Unis et dans l'Union européenne.